# Forsteronia australis
Forsteronia australis är en oleanderväxtart som beskrevs av Müll. Arg.. Forsteronia australis ingår i släktet Forsteronia och familjen oleanderväxter. Inga underarter finns listade i Catalogue of Life.